# Terril
Pour l’article ayant un titre homophone, voir Terri.
Pour le mont situé dans le canton du Jura en Suisse, voir Mont Terri.

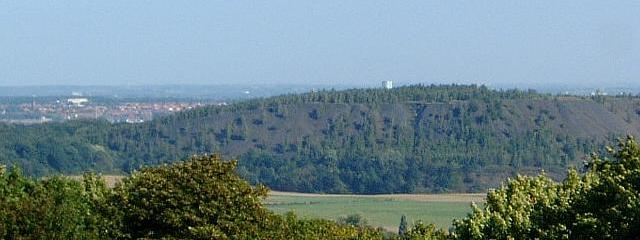
Terril de Pinchonvalles, espace naturel protégé par arrêté préfectoral de biotope, à Avion masquant Lens vu de Givenchy-en-Gohelle (mémorial canadien).

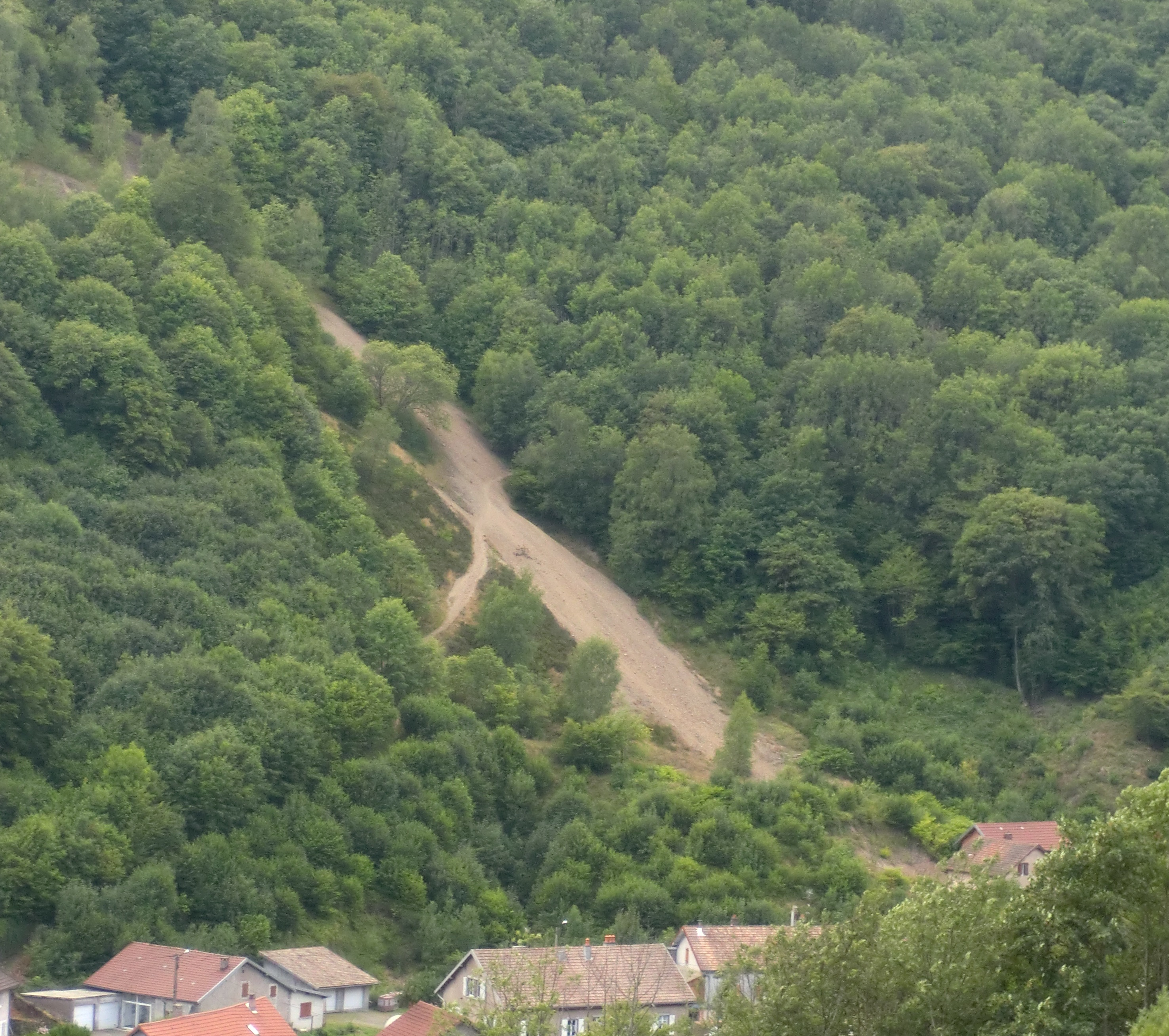
Une halde à flanc de colline à Plancher-les-Mines.

Un terril /tɛʁi(l)/, un terri ou une halde est une colline artificielle formée par accumulation de résidus miniers produits par l'exploitation minière. Les débris rocheux provenant des charbonnages sont composés surtout de schistes houillers et, en plus petite quantité, de grès carbonifères et de résidus de charbon.
Dans le bassin minier du Nord-Pas-de-Calais, près de 340 terrils ont été recensés dans les années 1970, à des fins d'exploitation. Entassement souvent conique, il prend le nom de verse, de terrasse ou de terril plat quand l'accumulation forme un plateau.
Dans certaines régions, notamment le Sud et l'Est de la France, dans le bassin de La Grand-Combe, à Saint-Étienne, anciennement à Longwy ou dans la Vallée de la Fensch, on parle également de crassier (terme emprunté au vocabulaire de la métallurgie : tas de scories de haut fourneau).
Les remblais des carrières sont parfois aussi appelés terrils.

## Étymologie

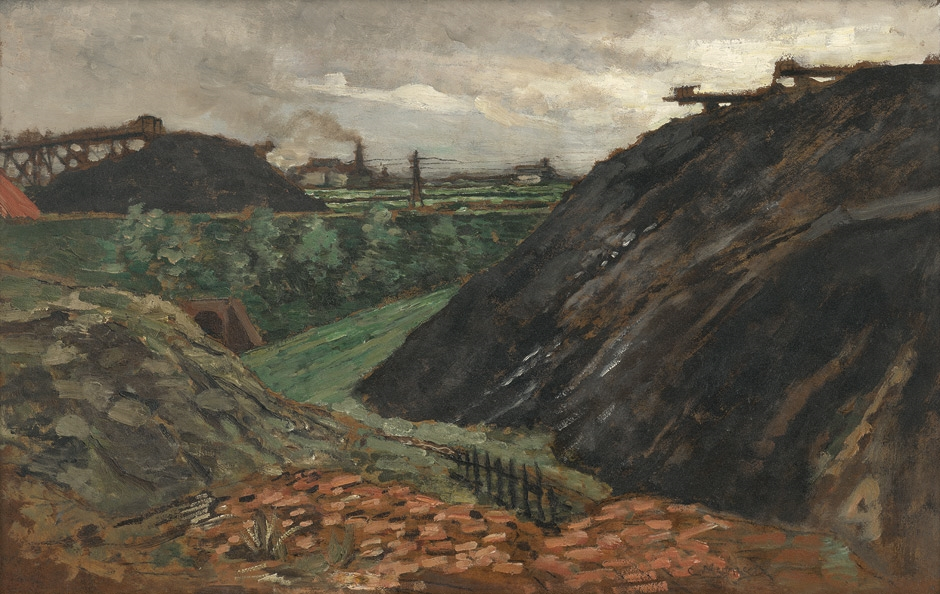
Un terril au Borinage, 1885, Constantin Meunier.

Selon le Trésor de la langue française informatisé, le mot vient du wallon tèrri, qui désignait déjà vers 1300-1400 l'amas de terre et de pierre que l'on retirait du sol pour exploiter une mine. Le mot a pu se confondre avec le terme « stériles minières » désignant notamment les résidus issus du triage.
Selon le journaliste Guy Cattiaux, l’orthographe « terril » aurait été popularisée en 1906, lors de la catastrophe de Courrières. Selon l’anecdote qu’il cite, un journaliste parisien, qui, voulant en savoir l’orthographe, aurait mal été renseigné par un mineur qui aurait dit que cela s’écrivait comme « fusil ». Cependant on trouve déjà l’orthographe « terril » en  1879 en Belgique. Le terme s’écrivait auparavant terri et se prononce encore localement ainsi. Toutefois, la prononciation terril s'est répandue au XXe siècle, surtout hors du bassin minier.

## Présentation

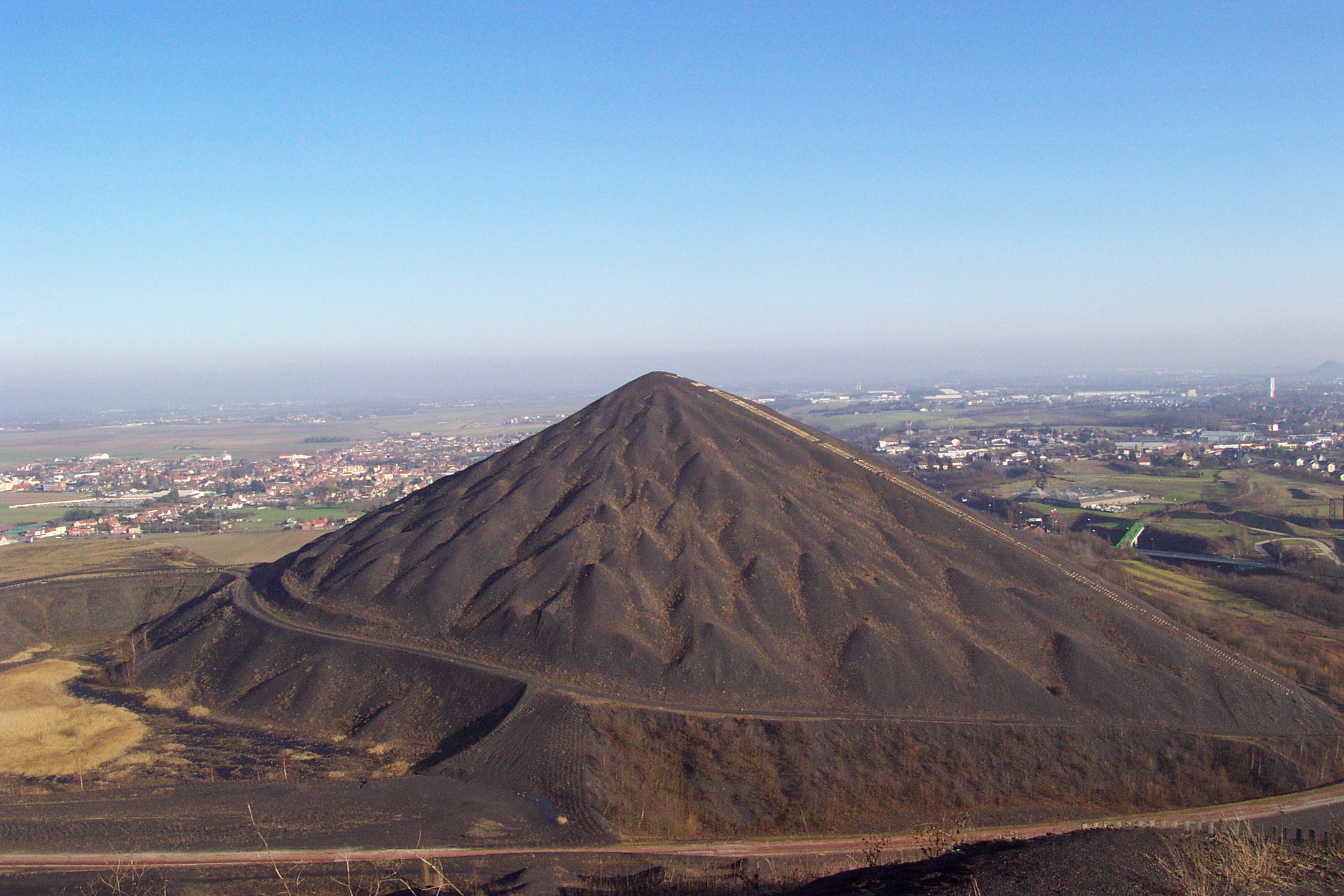
Terril à Loos-en-Gohelle (Pas-de-Calais) montrant un « angle de talus naturel ».

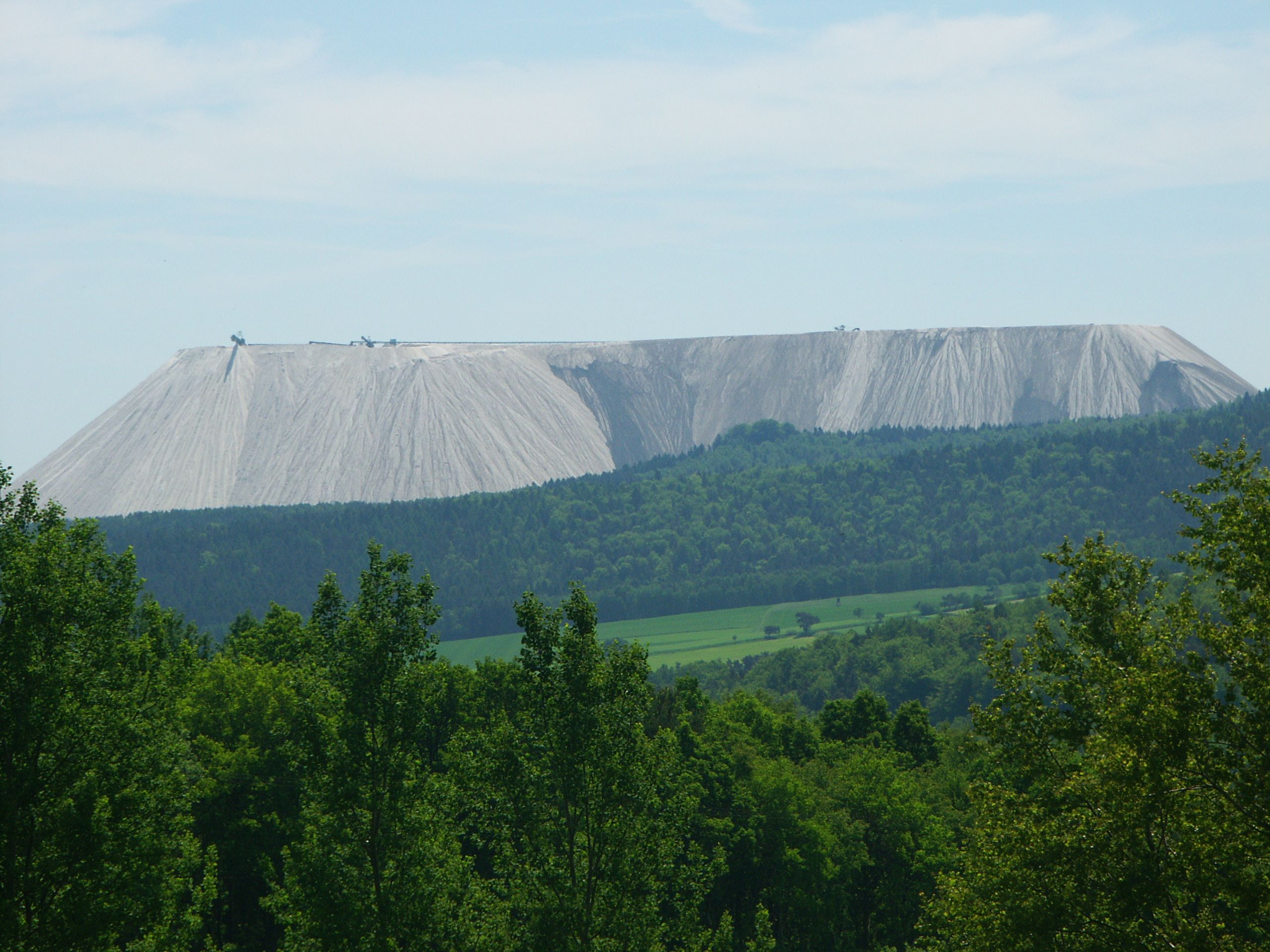
Le Monte Kali à Heringen.

Un terril peut être de forme conique, et constituer alors un élément marquant du paysage, ou bien plat et s'y fondre complètement, surtout si la végétation s'y est installée. Le terril houiller le plus haut d'Europe se trouve à Loos-en-Gohelle dans l'ancien bassin minier du Nord-Pas-de-Calais : il est constitué d'un massif de cinq terrils, dont deux cônes d'environ 140 mètres de hauteur, culminant à 188 mètres, dépassant ainsi le plus haut sommet de la Flandre, le Mont Cassel.
Le plus grand et plus haut terril issu de l'exploitation de la potasse (Kaliberg, « Kalium » étant le potassium en allemand et Berg etant la montagne) se situe pour sa part à Heringen, dans le Land de Hesse. Il est composé pour 96 % de chlorure de sodium. Ses dimensions atteignent 250 mètres de hauteur, 1 100 mètres de longueur et 700 mètres de largeur pour une surface de 115 hectares, représentant une masse estimée à 236 millions de tonnes, à laquelle s'ajoutent quotidiennement 20 000 tonnes de déchets de l'exploitation. Il est connu localement sous le nom de Monte Kali, et pose de graves problèmes écologiques, notamment la salinisation de la nappe phréatique résultant du lessivage du terril par l'eau de pluie . Le Kaliberg de Philippsthal, voisin, est à peine moins imposant.
Les terrils présentent souvent une grande richesse écologique lorsqu’ils ne sont pas toxiques et stériles. À titre d'exemple, le terril d'antimoine d'Ouche (Cantal) est vierge de toute végétation malgré son âge de plusieurs décennies.
Au fil du temps, ils ont été colonisés par toutes sortes de plantes et animaux, quelquefois étrangers à la région. Cette diversité découle en partie de l'exploitation minière. Par exemple, parce que les mineurs jetaient leurs trognons de pommes ou de poires dans les wagonnets de charbon, les terrils abritent aujourd'hui une centaine de variétés plus ou moins oubliées d'arbres fruitiers. Il y a aussi prolifération de l'oseille à feuilles d'écusson, dont les semences ont été apportées dans les rainures du bois de sapin utilisé dans les mines. De plus, par sa couleur sombre, la face sud d'un terril est significativement plus chaude que les environs, ce qui contribue à la diversité écologique du lieu.
Ainsi, le grand terril plat dit terril de Pinchonvalles, situé à cheval sur les communes de Liévin et  Avion, rassemble 200 variétés de plantes supérieures et des habitats d'intérêt patrimonial, pour lesquels il a fait l'objet d'un classement de protection. Une trentaine d'espèces d'oiseaux y nichent.
Certains terrils abritent des vignobles comme celui du terril no 7 des Charbonnages de Mariemont-Bascoup, à Chapelle-lez-Herlaimont en Belgique, qui produit 3 000 litres de vin par an. La gestion du vignoble est assurée par la société Tervigne. Ce terril est également un de ceux qui ont été plantés d'essences d'arbres indigènes (hêtre, chênes, tilleuls, merisier, ..) ou exogènes (pin de Corse, douglas, séquoia...) rappelant que le nom de "stériles" donné aux résidus de la mine ne signifie pas "ne contenant pas de vie", mais "ne contenant pas les minéraux faisant l'objet de l'exploitation".

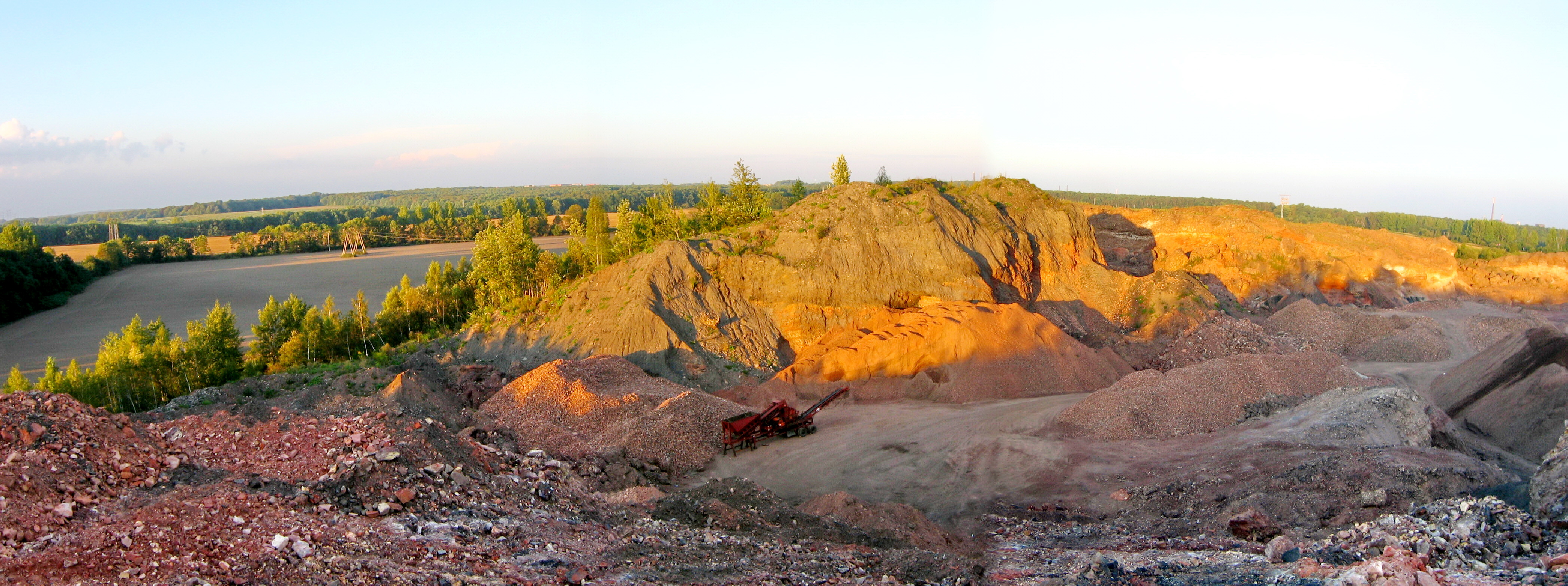
Terril à Zabrze.

## Types

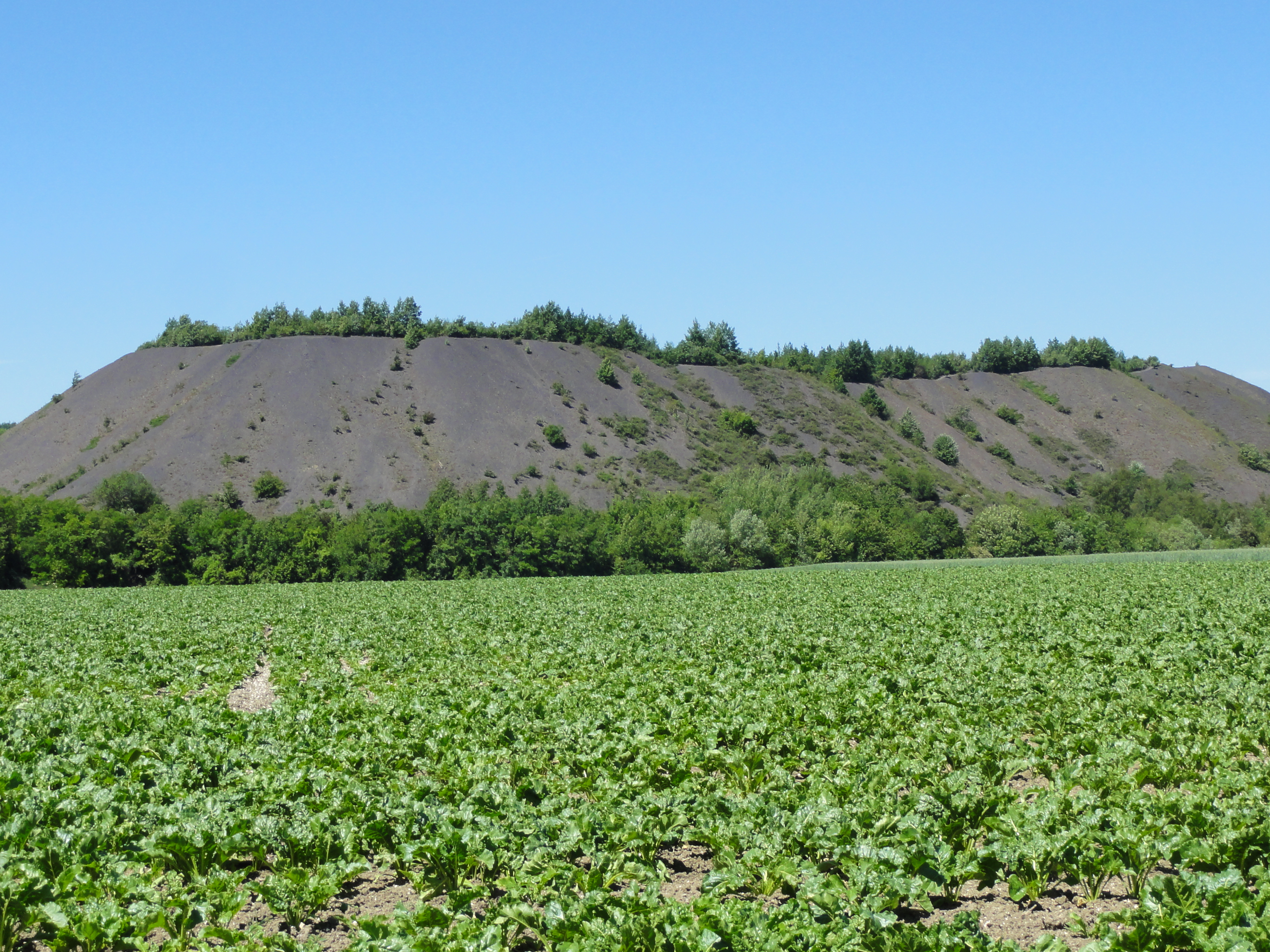
Terril plat du lavoir de Mazingarbe de la Compagnie des mines de Béthune.
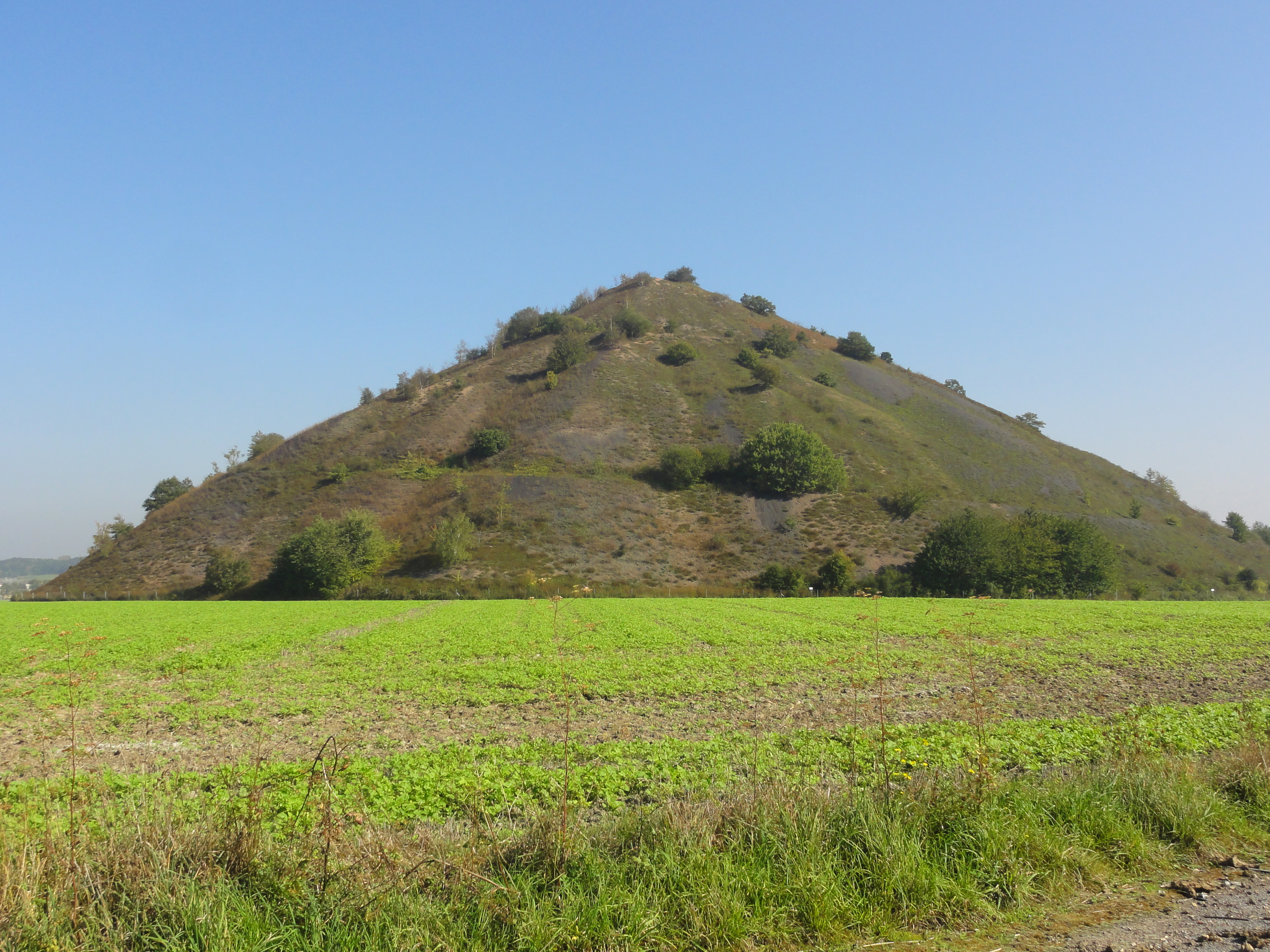
Terril conique de la fosse n° 3 - 3 bis - 3 ter des mines de Bruay.
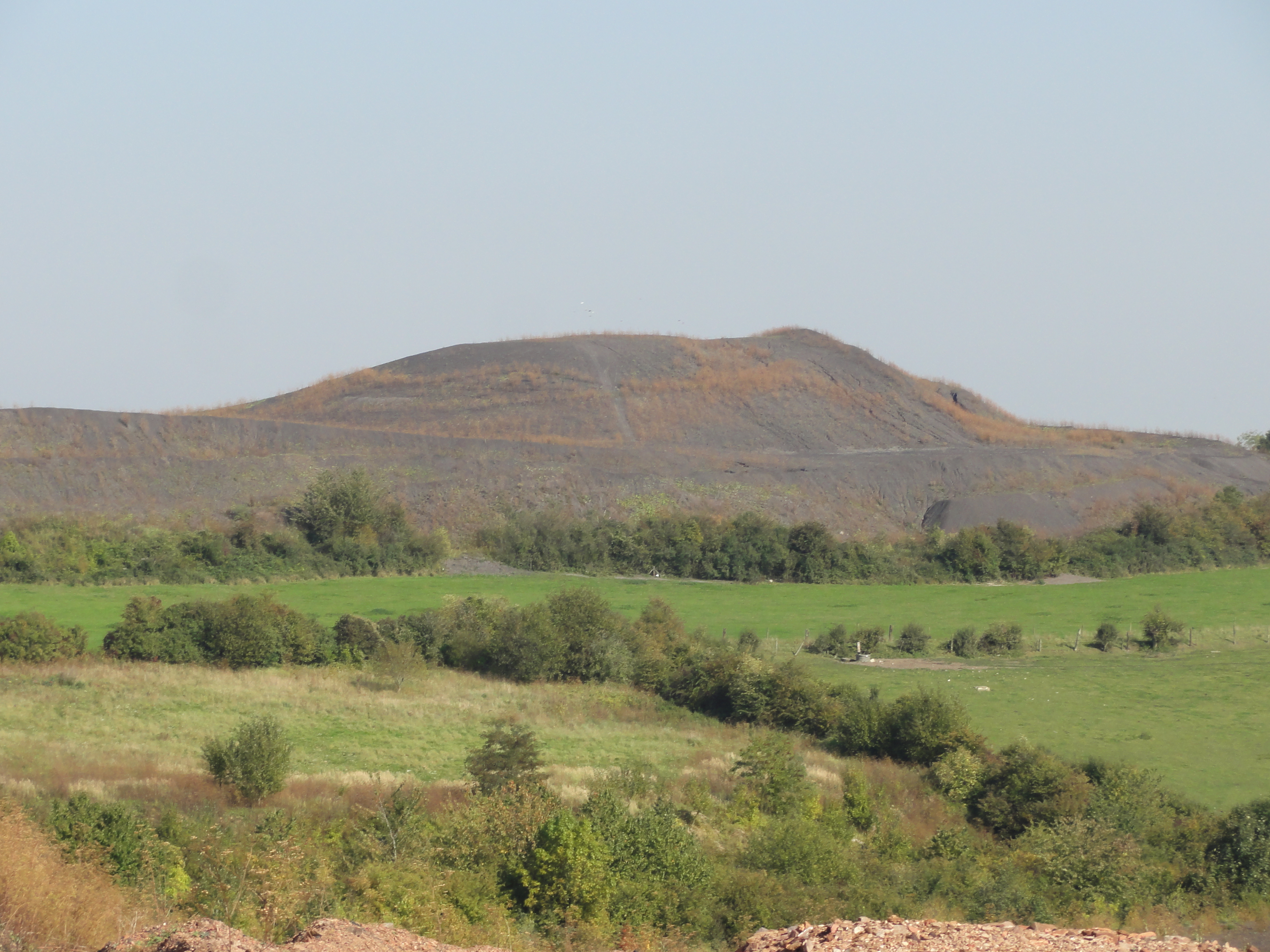
Terril tronqué de la fosse n° 3 - 3 bis - 3 ter des mines de Marles.
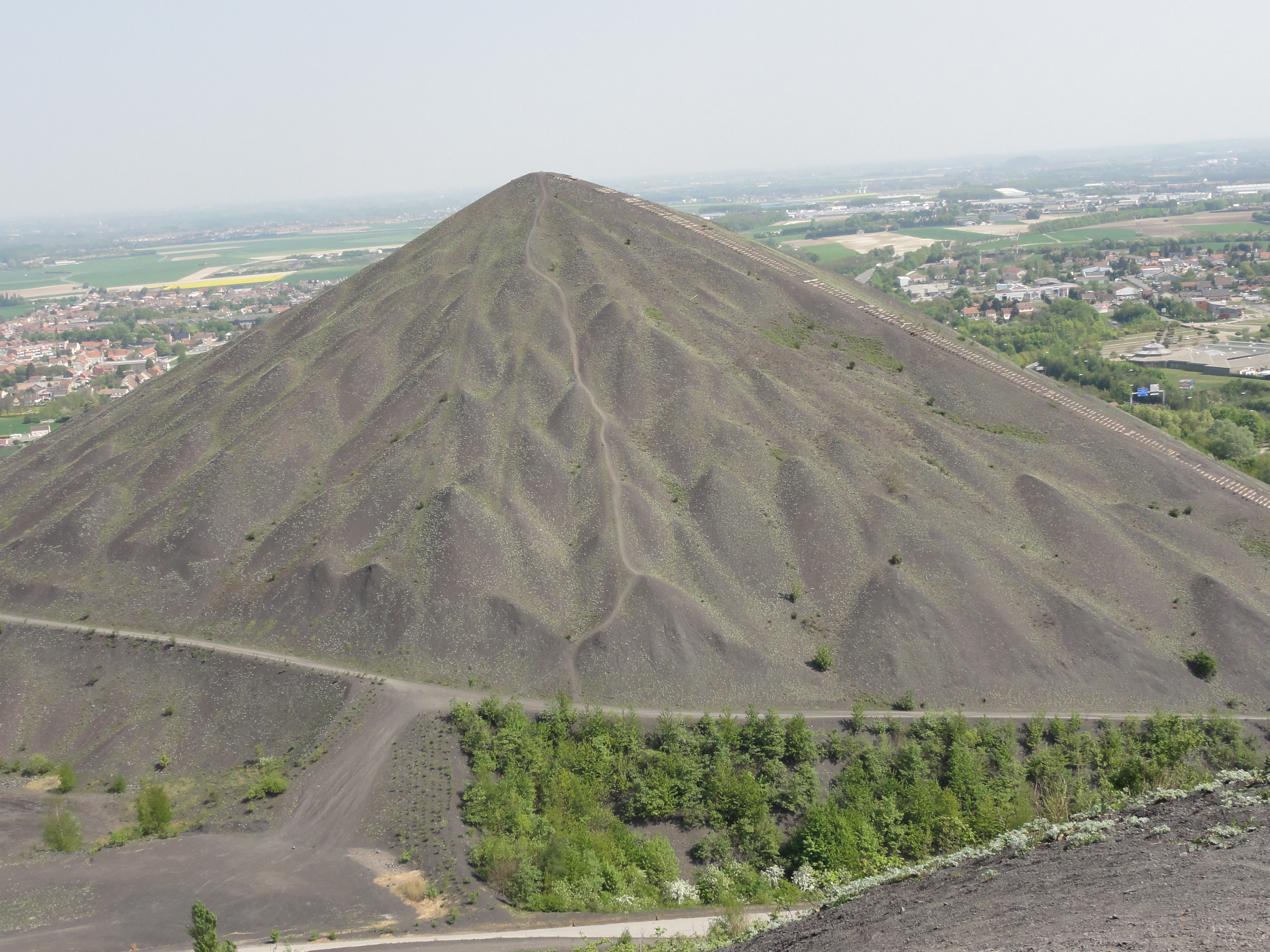
Terril moderne de la fosse n° 11 - 19 des mines de Lens avec une multitude de sommets de cônes.
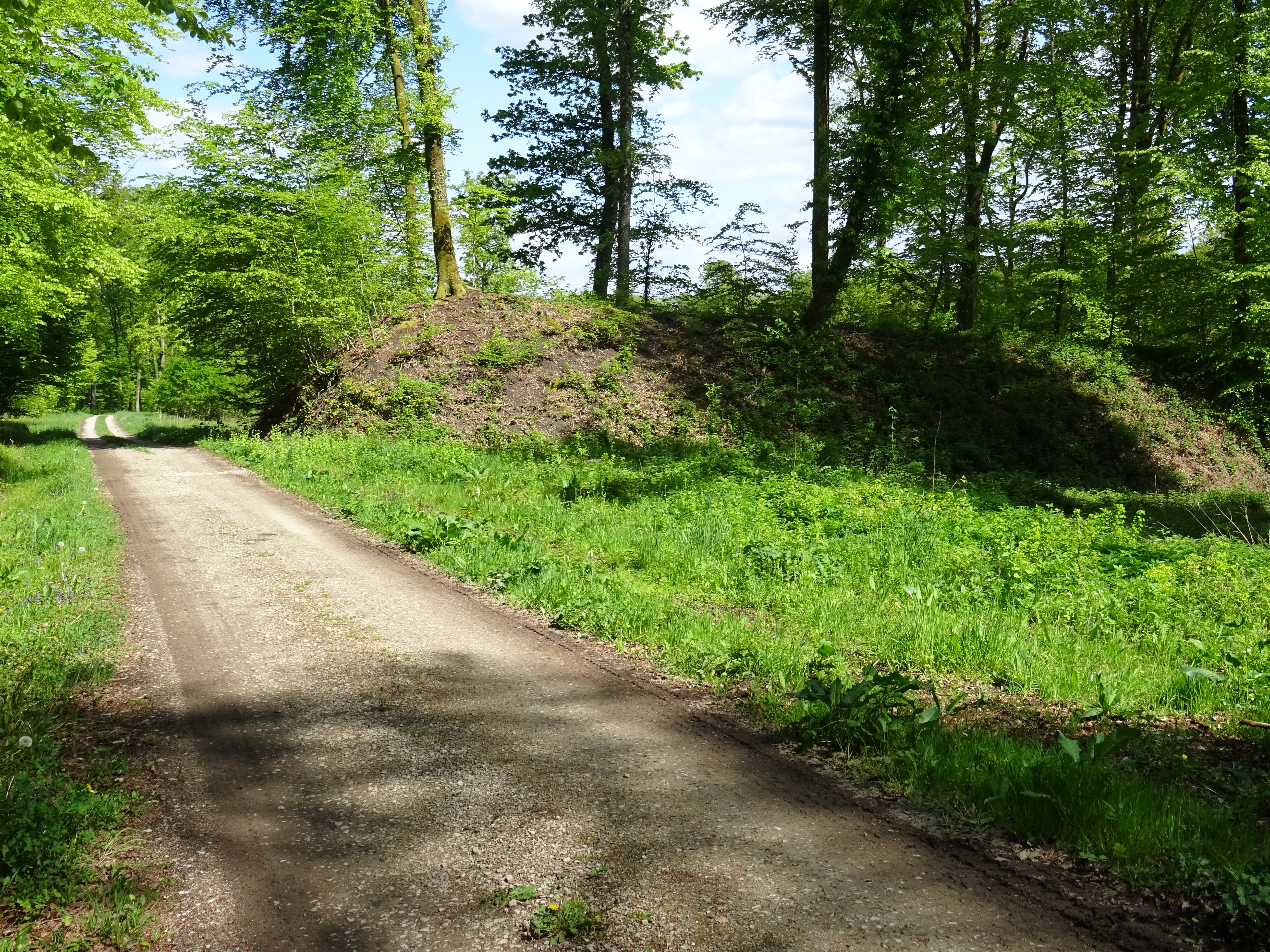
Le terril cavalier des puits n° 11 et 15 des houillères et saline de Gouhenans.

### Plats
Les terrils plats sont très répandus au XVIIIe siècle et XIXe siècle, le déversement est fait horizontalement sur la longueur. Ils ont souvent une largeur variable. Ils peuvent également être déversés à flanc de colline.

### Coniques
Ces terrils sont construits par des déversement verticaux, lui donnant une forme de cône, ce type est particulièrement répandu au XXe siècle.

### Tronqué
Ce type est identique au précédent mais avec un sommet plat.

### Modernes
Les terrils modernes sont formés d'un ensemble de terrils coniques et sont plus massifs. Ce type est apparu avec les grandes infrastructures construites après la Seconde Guerre mondiale.

### Cavaliers
Ce sont des terrils plats utilisés pour installer des voies ferrées.

## Écologie des terrils
Les terrils présentent des caractéristiques écologiques uniques du fait de leurs matériaux et de leurs albédo. En surface se forment des néosols où l'on trouve des communautés pionnières de bactéries, champignons et lichens, puis plantes et animaux, parfois exotiques et parfois extrémophiles en raison d'une température anormalement élevée pour leur zone géographique et/ou en raison de phénomènes d'acidification dus au drainage minier acide,,, qui affecte aussi les nappes sous-jacentes ou périphériques (parfois de manière atténuée, par exemple la nappe de la craie est enrichie en sulfates et différentes métaux dans le Nord-Pas-de-Calais, mais modérément, grâce à l'effet tampon du contexte géologique calcaire) ou de teneurs élevées en produits toxiques ou radioactifs. Les bactéries et des champignons éventuellement thermophiles permettent l'apparition d'un néosol pauvre en certains nutriments. De simples friches après plusieurs décennies de renaturation plus ou moins spontanée, certains sont devenus des hot-spots de biodiversité à l'échelle de leur région.

### Combustion interne et conséquences environnementales

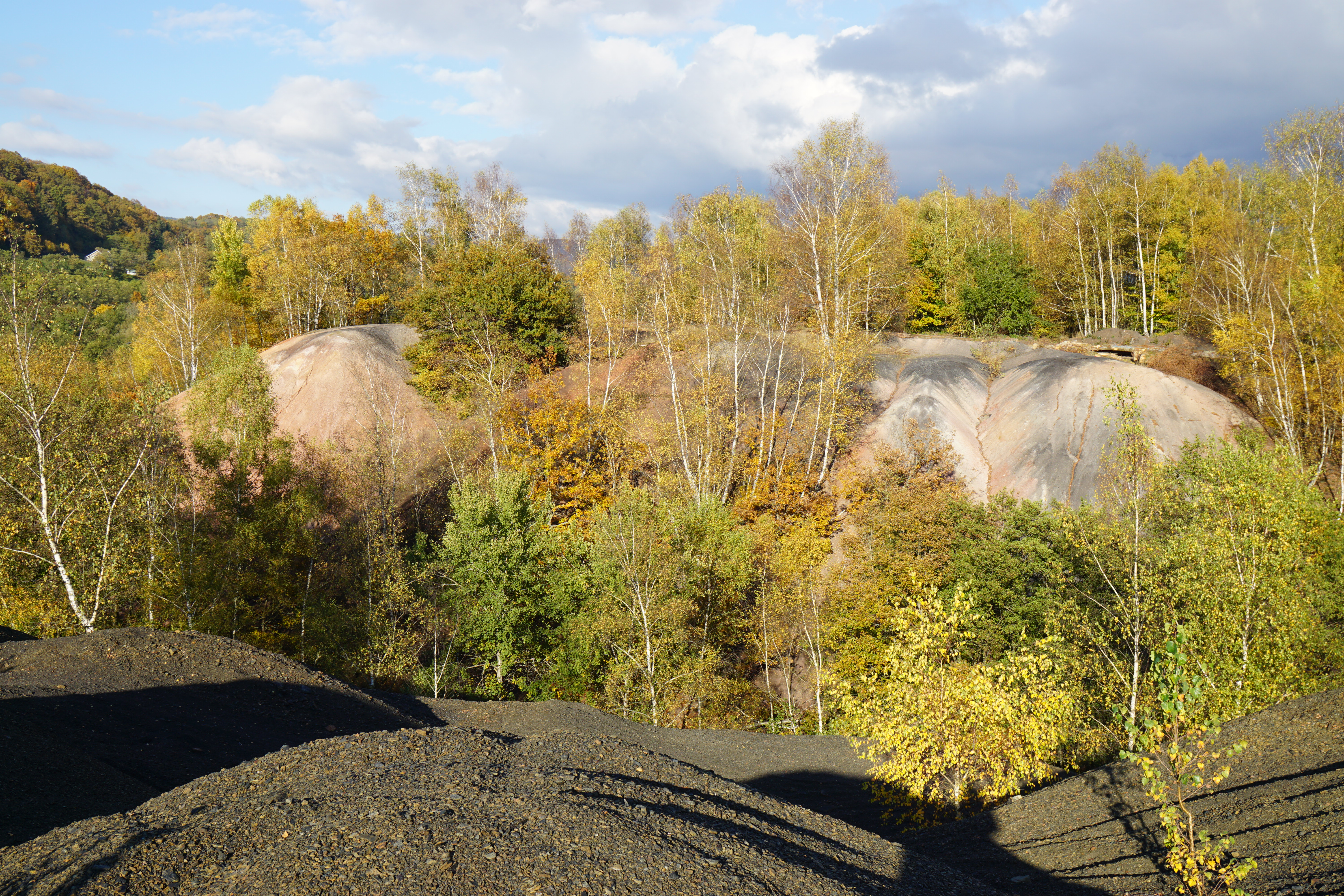
Le terril rouge de Ronchamp vu depuis un terril resté noir car n'ayant pas brûlé.

Les plus anciens des terrils houillers contenaient assez de houille pour entrer en combustion lente (réaction d'oxydation), spontanément ou à la suite d'un incendie de surface,. Daniel Ghouzi, au début des années 1980, a estimé que dans le bassin minier du Nord-Pas-de-Calais, un terril sur trois était entré en combustion, soit 74 terrils (Ghouzi, 1982, cité par Thiery V et al.).
Souvent le phénomène est peu visible (hormis en thermographie infrarouge au sol ou aérienne, qui permet aussi une couverture plus importante d'observation), et de ses impacts environnementaux immédiats et différés sont également discrets ou différés (notamment sur la santé publique et celle des riverains). En outre, le coût élevé d'une extinction conduit généralement à attendre l'extinction naturelle de la roche carbonée, ce qui peut nécessiter plusieurs décennies (ex. : le terril d'Avion a brûlé durant des décennies ; celui de la Ricamarie (42) au moins depuis les années 1950 et en Inde un terril brûle depuis plus d'un siècle).

Malgré ces impacts environnementaux, la combustion interne des terrils est parfois encore entretenue (par injection d'eau), comme celle du terril Saint-Pierre à La Ricamarie (à proximité de Saint-Étienne dans la Loire). En effet, les hautes températures provoquées par la combustion (plus l'oxydation) du schiste houiller provoquent un thermométamorphisme de ce dernier, qui confère des propriétés nouvelles aux roches, intéressantes pour les sous-couches des infrastructures routières. Les schistes et les grès deviennent rouges, d'où le nom de schistes rouges. Des projets d'exploitation géothermique de chaleur minière in situ ont été étudiés, mais ils sont rendus difficiles par les conditions instables et très corrosives du terril en combustion.
C'est l'une des séquelles minières (rétrospectivement repérable par la teinte rouge brique alors prise par les schistes), à gérer dans le cadre de l'après-mine. Une combustion peut survenir dans tout crassier contenant encore du charbon, mais aussi en profondeur dans le sous-sol à l'intérieur de mines désaffectées. L'extinction de tels incendies nécessite généralement un décaissage complet, opération le plus souvent impossible à réaliser pour des raisons techniques et financières. L'arrosage est en effet inefficace et l'injection d'eau sous pression contre-productive du fait de l'oxygène apporté (il existe même un risque d'explosion).
Cette combustion en profondeur pose plusieurs problèmes :
- Des problèmes de stabilité structurelle et risques d'explosion : Les matériaux se dilatent et se déforment (avec éventuelle formation de cavités susceptibles de s'effondrer) tandis que les plantes qui fixent les sols par leurs racines et stabilisent les pentes peuvent mourir. Le risque d'instabilité de pente augmente[23],[24]). Des « water-gas » (composé gazeux explosif à l'air) peuvent être produits et un glissement de terrain peut aussi être accompagné de « nuages de poussières inflammables »[24]. Les terrils présentent alors un danger accru de glissement de terrain. La catastrophe d'Aberfan au pays de Galles, survenue le vendredi 21 octobre 1966, en est un exemple. Elle a fait 144 morts, dont 116 écoliers âgés de sept à dix ans et cinq instituteurs. C'est souvent après ou lors de fortes pluies que les effondrements ou les glissements de terrain se produisent[18] ; En France, l'explosion du terril de Calonne-Ricouart dans la nuit du 26 août 1975 a tué 6 personnes et couvert 3 hectares de cendre (Masalehdani, 2013) et dans le bassin de Donetsk (Ukraine) dans les années 1930 ce sont des immeubles de 3 étages qui ont été ensevelis[15].

- Des problèmes climatiques. En effet, la combustion est source de gaz à effet de serre[25],[15], dont de CO2 (Misz-Kennan et Fabiańska, 2011). Or il est estimé qu'à l'échelle mondiale, entre 100 et 200 millions de tonnes de CO2 seraient ainsi libérées dans l'atmosphère, soit cinq fois ce qui est libéré au niveau français par les transports (tous transports confondus), ou encore 6 % du CO2 produit mondialement.[réf. nécessaire]

- Des problèmes écotoxicologiques :
  - Les phénomènes physicochimiques d'acidification spontanée modifient la chimie des matériaux mis au jour et ainsi exposés à des phénomènes d'oxydo-réduction complexes ; en particulier le fer et soufre peuvent être facilement désorbés du schiste et exportés vers l’environnement, via le drainage acide minier, par au moins deux mécanismes distincts encore mal compris[26],[27].
  - D'autre part, sur les terrils en combustion, des phénomènes écotoxicologiquement importants émergent, avec notamment la formation de « microefflorescences minérales » aux abords des fissures trouvées en surface des restes schisteux soumis à auto-échauffement[28]. Pour le pétrographe, les paragénèses d'ultra-haute température à pression ambiante sont très inhabituelles avec dans le cœur du terril des températures pouvant dépasser 1 000 °C voire atteindre 1 300 °C[15]. Elles expliquent l'apparition sur le substrat de minéraux complexes sous forme d'efflorescences minérales. Ceci explique aussi la production de gaz dont la composition chimique est également inhabituelle[29]. Les efflorescences peuvent contenir des minéraux organiques rares dans la nature. Une étude de ces efflorescences faite sur des terrils du bassin houiller de Basse Silésie (Pologne) a mis au jour « un large éventail de composés inorganiques et organiques, très variables dans leur présence et les concentrations, même dans des échantillons provenant d'un même terril ou du même bassin houiller ». Cette variété semble refléter la variété de composition chimique des produits en auto-échauffement, liée aux situations (taux d'oxygène notamment) et à la teneur initiale des restes plus ou moins charbonneux en minéraux et matière organique. La durée de l'échauffement et la température atteinte ainsi que la composition des gaz émis et la température des jets de gaz et leurs variations temporelles selon la profondeur expliquent ces variations. Le dioxyde de carbone et le monoxyde de carbone sont toujours dominants dans les gaz émis, avec des composants supplémentaires dont le sulfure de carbonyle, le sulfure de carbone, le méthane, des n-alcanes, n-alcènes, iso-alcanes, des alcanes cycliques, du chloroforme et du benzène (ainsi que ses dérivés alkylés) notamment issus de la condensation de gaz de pyrolysation[30],[31] de la matière organique charbonneuse. Les efflorescences « fleurissant » aux évents et fissures. Leur composition varie grandement selon le site d'échantillonnage ; elles sont notamment constituées de phénanthrène (ravatite), phtalimide (kladnoite), et 9,10-anthraquinone (hoelite), de soufre, de chlorure d'ammonium. Le terril en combustion se comporte donc comme un réacteur chimique capable de synthétiser des composés complexes et pour certains toxiques (benzène cancérigène ou encore hydrocarbures insaturés, sulfures, chloroforme et phtalimides (kladnoite)). Enfin, les polluants issus du terril peuvent gagner les nappes sous-jacentes et les contaminer[32]. Certains types de charbons (naturellement plus radioactifs, riches en mercure, ou bitumineux) seront sources d'émissions volatiles posant des problèmes écotoxicologiques et sanitaires supplémentaires[33],[34].

- difficulté de monitoring et de prévision. Ce monitoring est important pour des raisons de sécurité, et parce que l'auto-échauffement d'un terril annonce une probable auto-combustion. Or une telle combustion est toujours associée à des émissions de gaz potentiellement explosifs (méthane)[35],[36], à effet de serre[37] et toxiques et polluants. 
Les retours d'expérience montrent qu'étudier in situ la température et les gaz d'un terril en combustion peut être dangereux (Cf. cas documentés d'inhalation de gaz toxiques et de radon radioactifs, de combustion de chaussures, d'effondrement du sol sous les pieds de l'observateur...). 
L'imagerie infrarouge satellite (à partir de Landsat notamment)[38] a permis de reconstituer l'« histoire thermique » de terrils et de découvrir des combustions internes, par exemple en Inde[39] ou encore dans le bassin houiller de Donetsk (Ukraine), mais elle reste imprécise. La thermographie aérienne faite par des avions puis par des drones a une bien meilleure résolution, mais ne renseignent que sur la situation du moment[40],[41]. Pour améliorer les études prospectives, on cherche à mieux comprendre[42] et à modéliser ce type de combustion : des logiciels de mécanique des fluides numérique combinent les données issues de la géologie et minéralogie[43],[44], de la thermographie aérienne, et celles issues de sondes de température et capteurs de gaz posés à diverses profondeur pour tenter de modéliser les phénomènes complexes de la combustion interne de terrils dans les 3 dimensions et dans le temps[45],[20]. Modéliser la direction de la combustion interne permet d'anticiper la donation du risque à venir[46].

## Le devenir des terrils

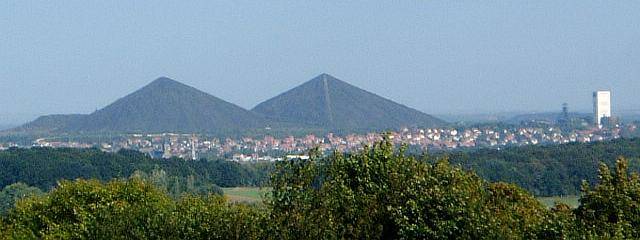
Terrils du 11/19 à Loos-en-Gohelle surplombant Liévin. Vu de Givenchy-en-Gohelle (mémorial canadien). Ce sont les terrils houillers les plus hauts d'Europe, avec 182 m et 184 m.

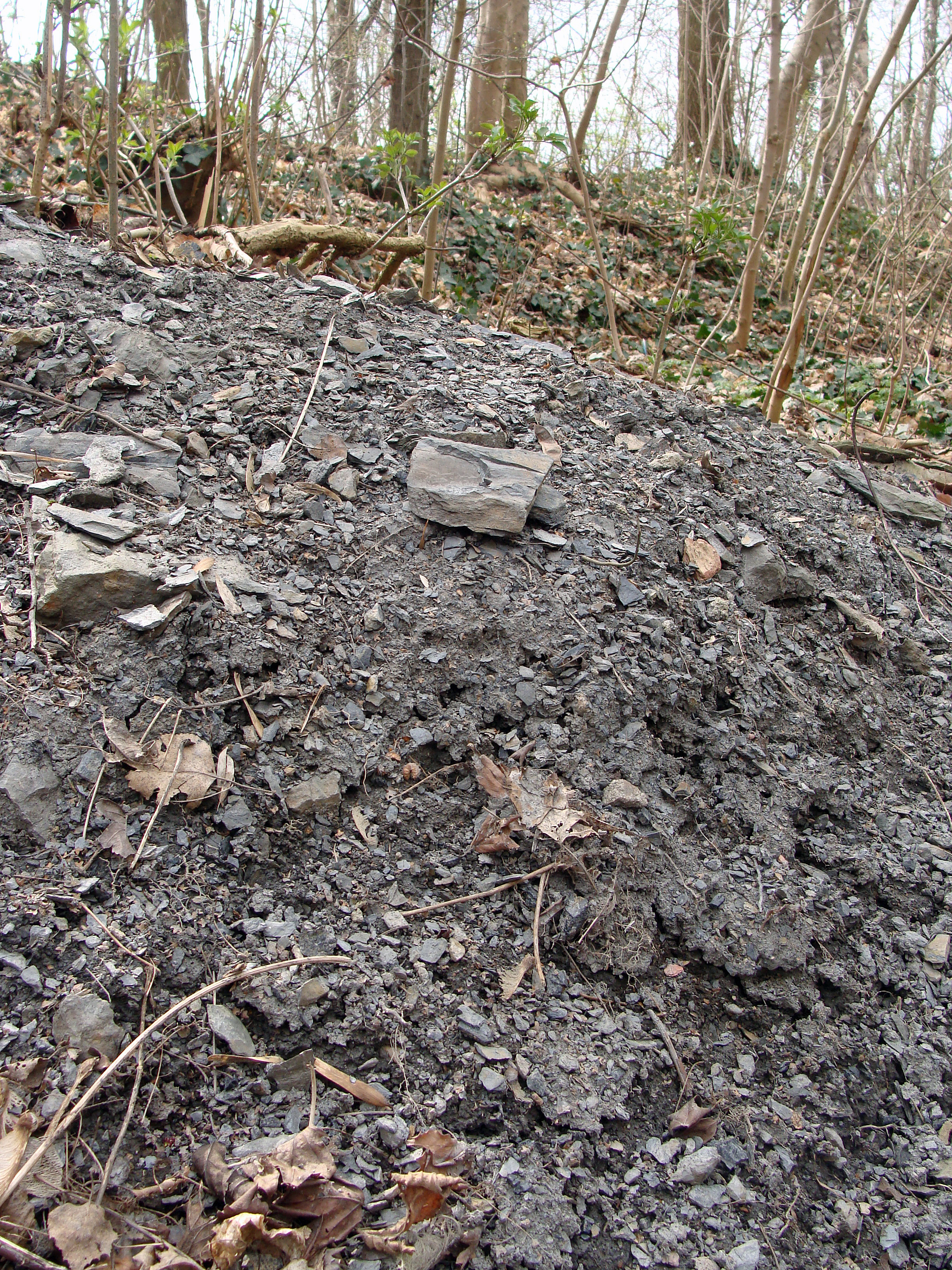
Ancien terril de la mine de Carling situé à proximité du puits Saint-Max.

- Marques imposantes et durables dans le paysage, les terrils miniers sont un enjeu de taille dans l'aménagement urbain des villes et régions qui les ont vus naître. Après une phase de valorisation commerciale (exploités à la manière d'une carrière de matériaux), presque systématique, l'idée de les supprimer n'a même pas été discutée. L'opération est inutile et parfois trop coûteuse d'une part, mais surtout cette idée heurte la sensibilité des habitants, attachés à cet élément de leur paysage et patrimoine. La question du devenir des terrils reste posée. Doivent-ils être protégés et rester en l'état (mais une végétation spontanée tend à les recouvrir) en tant que témoignages de l'histoire minière ou peuvent-ils connaître une reconversion ? Diverses réponses ont pu être apportées.

- Les stériles de certaines mines contiennent des substances indésirables et écotoxiques. Des mesures et recherches[47] faites sur les crassiers de la mine d'uranium Ranger (Australie) ont montré que des terrils de stériles rocheuses non gérés sont 10 à 100 fois plus sensibles à l'érosion que les versants adjacents naturels constitués du même matériau. Selon ces études, « les matières limoneuses et argileuses sont les premières à être érodées, et il y a de solides preuves qu'il n'existe pas de seuil bas en dessous duquel l'érosion n'existe pas et que même le plus petit des flux d'eau traversant un crassier de stériles peut l'éroder et transporter certains matériaux »[47]. La surface érodable d'un terril et l'élimination préférentielle des particules fines limono-argileuses peuvent dégrader les écosystèmes à la fois sur le terril et en aval de ses pentes. Une végétalisation gérée peut fortement limiter ces risques[47].
- Que faire des terrils plus ou moins toxiques des anciennes mines d'argent, d'arsenic, de plomb et autres ? Ceux-ci sont assez fréquents en France dans le Puy-de-Dôme (par exemple : vallée de la Sioule), dans le Cantal (par exemple : terril d'antimoine dans la vallée du ruisseau Bussac au nord de Massiac, longueur 250 m à flanc de vallée, visible avec sa couleur jaune et son absence de végétation malgré son âge et qui s'écoule tranquillement dans le ruisseau, puis dans l'Alagnon et l'Allier). Les exploitants des mines se sont évanouis et l'État qui est second responsable selon le code minier (après le propriétaire souvent incapable de faire face aux coûts), fait le minimum sur le terrain et va faire disparaître le code minier d'ici une dizaine d'années pour se désengager de ce fardeau[réf. nécessaire].
- Les terrils des Mines de Potasse d'Alsace sont constitués d'un mélange de chlorure de sodium, d'argile et de marnes. Avec le temps, le lessivage des terrils par les eaux de pluie a entraîné une partie du chlorure de sodium dans la nappe phréatique, provoquant une pollution saline chronique. Ainsi, après la fin de l'exploitation des mines, entre les années 1960 et 2000, ces terrils ont fait l'objet d'un traitement par dissolution accélérée par des jets d'eau associés à des dispositifs de captage. Ainsi, ces terrils ont réduit parfois de plus de moitié leur hauteur et ne se sont alors plus constitués que de roches non salines. Ils se sont ensuite stabilisés par végétalisation.
- En Belgique, les terrils des bassins de la Meuse et de la Sambre sont considérés comme faisant partie intégrante du paysage. Ces « montagnes belges » témoignent du riche passé minier du sillon Sambre-et-Meuse. Une demande de classement à la liste du Patrimoine mondial a été déposée à l'UNESCO[48].

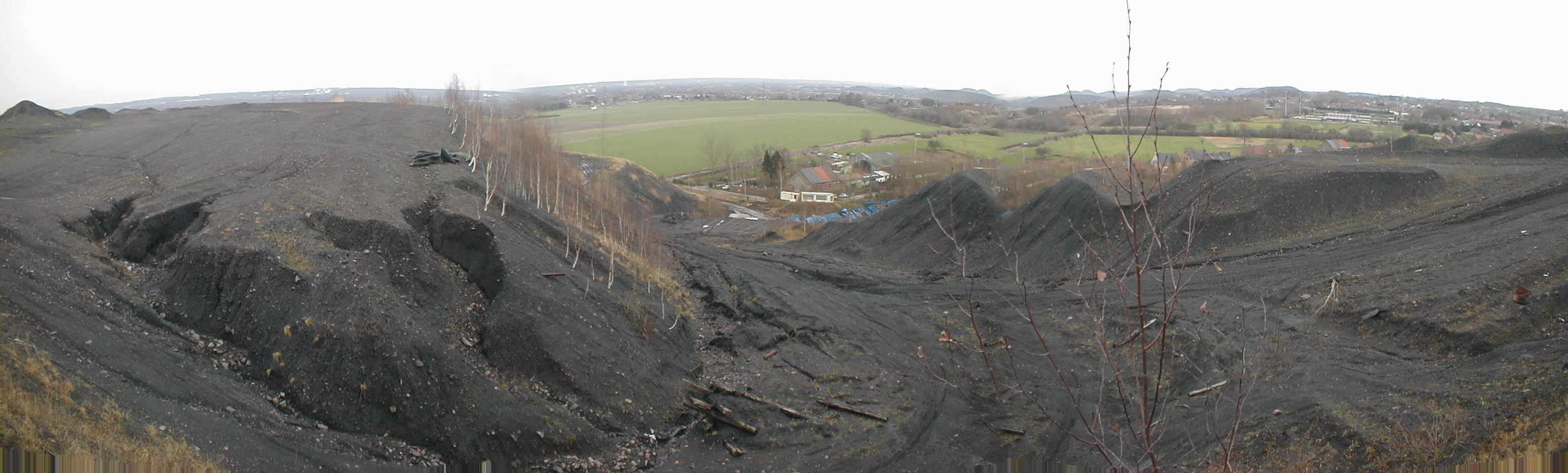
Boussu-Bois (Belgique). Érosion du « Terril de Saint-Antoine », abandonné.
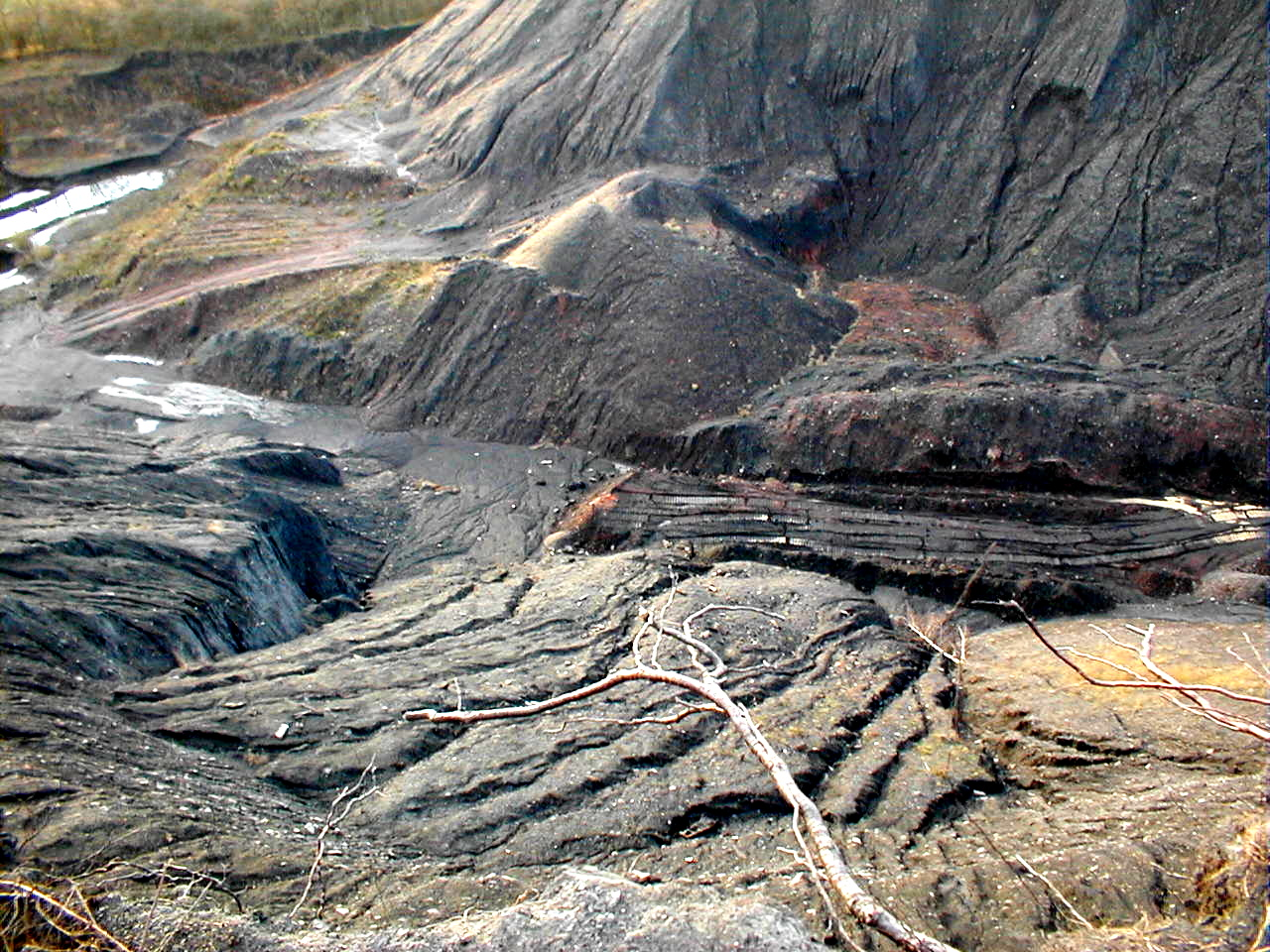
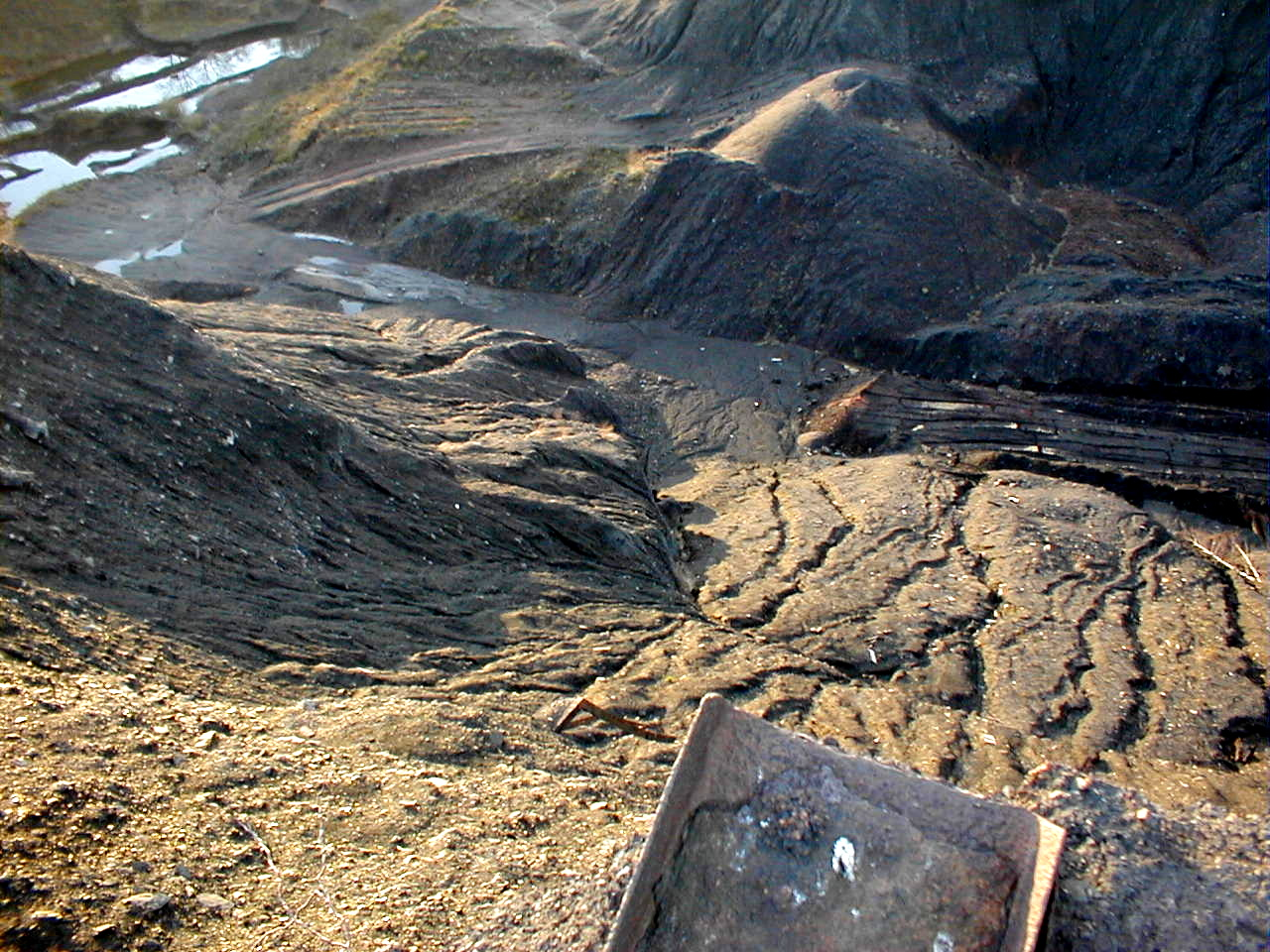

### Exploitation
La combustion lente de certains terrils (voir ci-dessus) est la cause d'un phénomène de vitrification des schistes qui acquièrent ainsi des capacités mécaniques suffisantes pour en faire des matériaux de construction routière. Certains connaissent donc une seconde vie en étant exploités dans ce but, comme les terrils coniques de la fosse no 16 derrière le site du 11/19 à Loos-en-Gohelle (Pas-de-Calais).
Certains terrils contiennent du charbon en quantité notable et l'évolution des techniques permet parfois de les exploiter à nouveau.
Récupération du charbon sur le terril de Boussu-Bois Saint Antoine et abandonné après la faillite de la société d'exploitation.

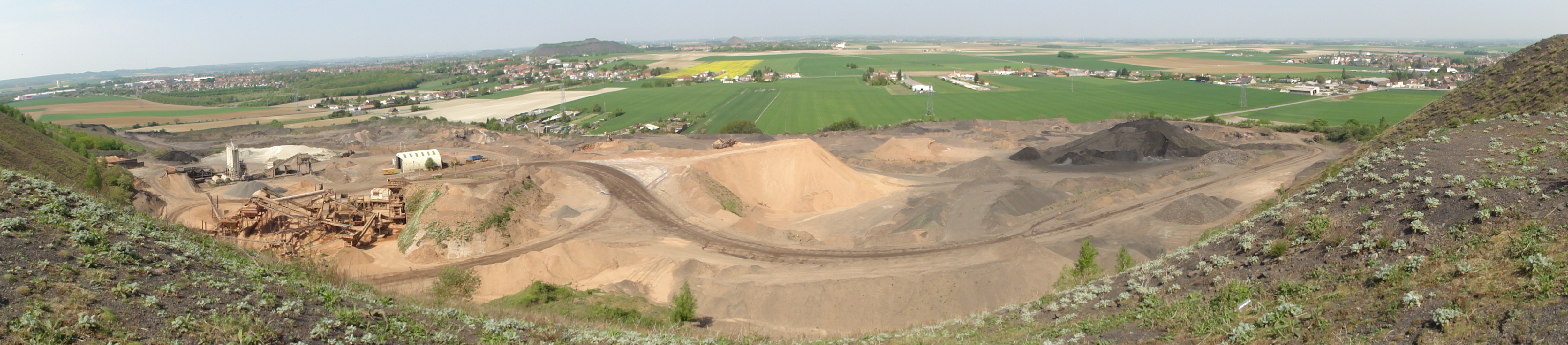
L'exploitation du terril de la fosse n° 16 des mines de Lens.

### Loisirs, patrimoine et culture

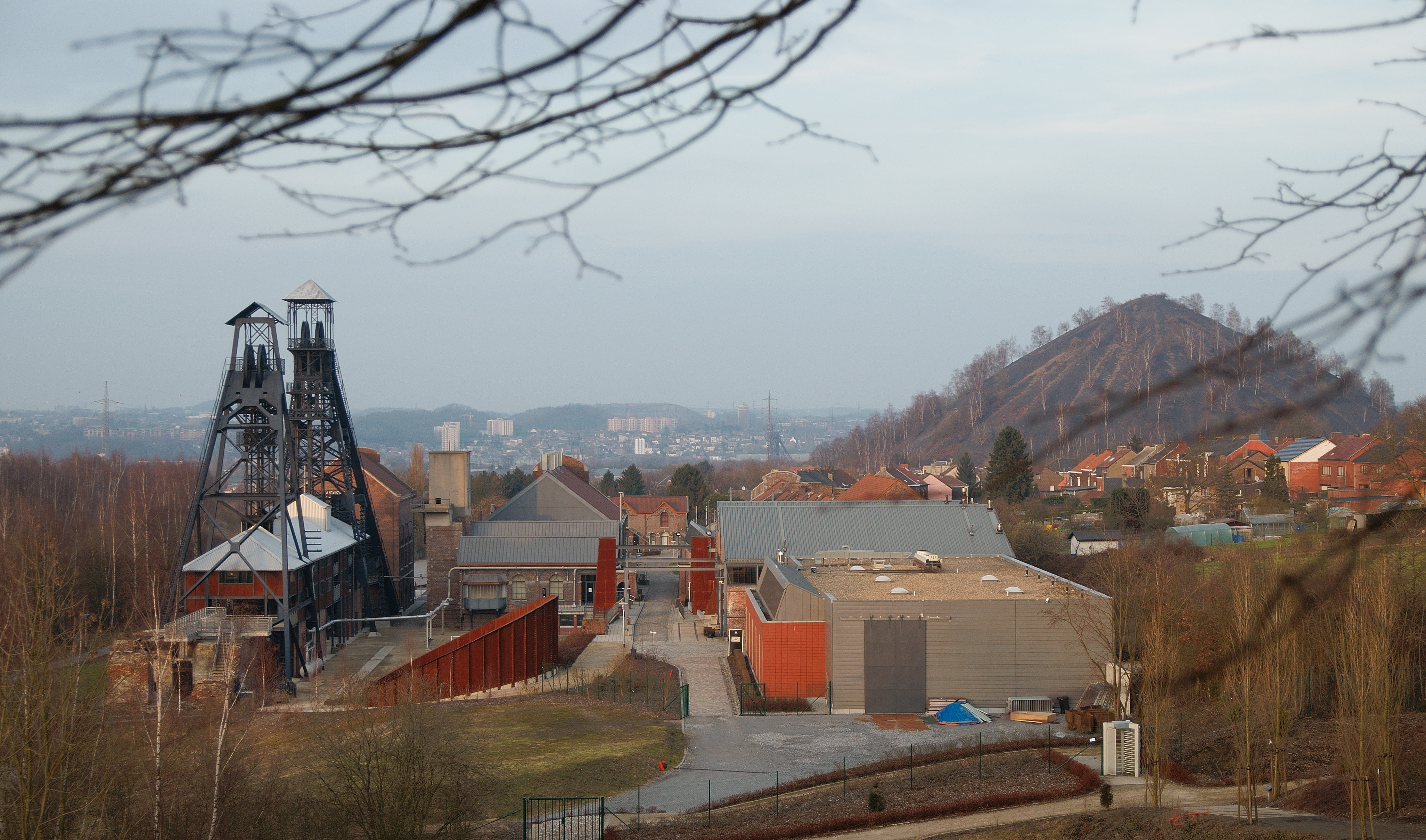
Terril du Bois du Cazier : un musée en hommage à la plus grosse catastrophe minière de Belgique.

Lorsqu'ils ne sont pas toxiques (comme les terrils de mines de plomb, d'argent, d'arsenic, d'antimoine et autres), les terrils qui n'ont pas été exploités sont généralement peu à peu reconvertis en espaces verts ou de loisirs et ouverts au public. Ils présentent un intérêt pédagogique environnemental certain, notamment parce qu'ils abritent des écosystèmes particuliers (en raison de la chaleur interne du terril et du fait qu'ils n'ont pas reçu d'engrais, ni de pesticides, et qu'ils n'ont jamais été cultivés). Ils peuvent à ce titre être inscrits dans une trame verte locale (Trame verte du bassin minier du Nord/Pas-de-Calais par exemple) ou régionale auxquelles ils apportent des habitats de substitution, voire une faune et une flore localement nouvelles. Les terrils tels que, par exemple, le site de Sabatier, dans le parc naturel régional Scarpe-Escaut sont reconquis par des plantes dont les graines sont apportées par le vent et les animaux. Les terrils du nord de la France abritent ainsi des plantes méditerranéennes aussi bien que continentales.

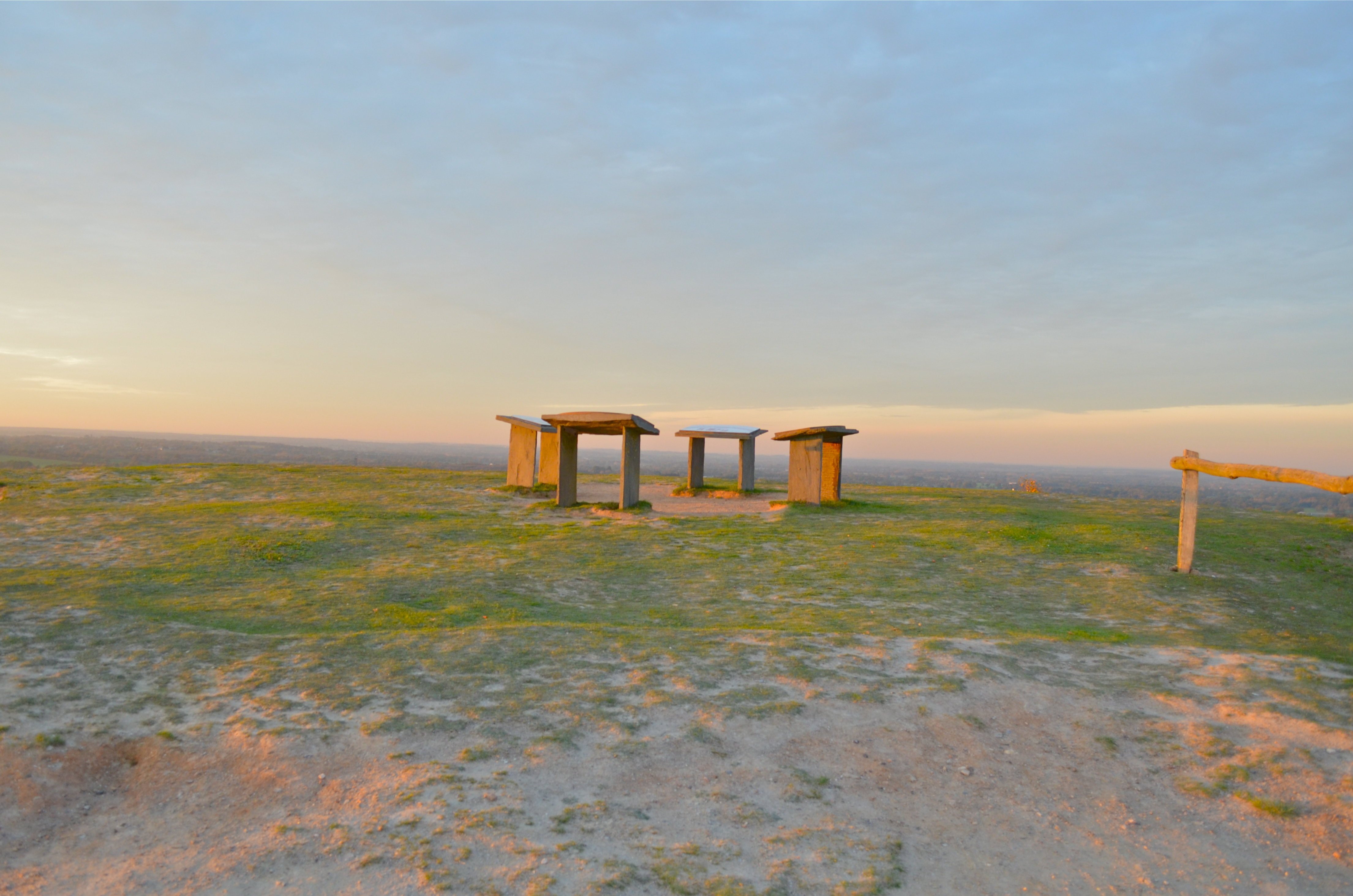
Sommet du terril d'Abbaretz avec ses quatre tables de panorama.

L'ouverture des terrils au public peut être source de découverte, mais aussi de dégradation de leur environnement. D'autre part des problèmes de sécurité peuvent se poser sur les fortes pentes (risques de glissades, d'effondrement ou de glissement de terrain). Très localement des risques peuvent être liés à la combustion du terril (jusqu'à 70 °C à 20 cm de profondeur) ou en raison d'émissions de gaz (grisou) ou de pollutions relictuelles. Pour aider les collectivités, un manuel des bonnes pratiques en matière de régénération d'espaces dégradés en milieux urbains de l'Europe a été publié par le programme européen RESCUE en 2005 et la mission bassin minier a publié un guide de bonnes pratiques pour l'ouverture des terrils au public.

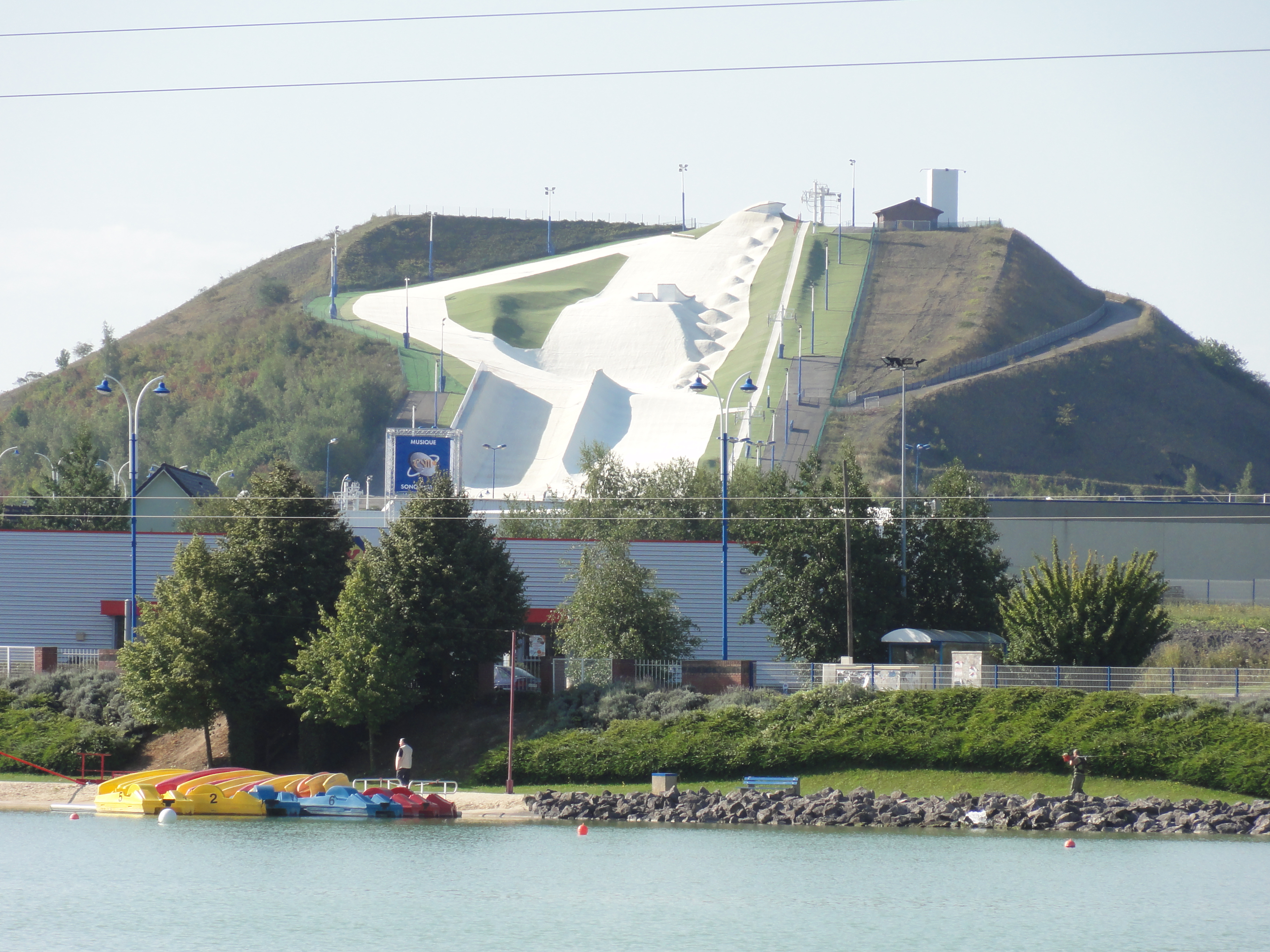
Le terril de la fosse n° 3 - 3 bis des mines de Nœux devenu piste de ski.

Certains terrils sont utilisés pour diverses activités sportives ; à Nœux-les-Mines (Pas-de-Calais), une piste de ski synthétique a été aménagée sur un ancien terril. C'est l'idée la plus originale, souvent citée en exemple. Le parapente est pratiqué sur les terrils du 11/19 à Loos-en-Gohelle. Dans le parc naturel régional Scarpe-Escaut, une association sportive de Raismes (près de Valenciennes), la Course des Terrils, rend à sa manière hommage depuis 1984 à ces emblèmes du nord de la France : leurs pentes raides, dont celles du site Sabatier, offrent de redoutables difficultés, très appréciées des amateurs de course à pied d'endurance. Tous les cinq ans, les terrils sont également escaladés et dévalés de nuit, à la seule lueur de la lampe frontale des coureurs, puisqu'une épreuve nocturne exceptionnelle y est organisée, couplée à une illumination pyrotechnique du chevalement encore en place sur le site.

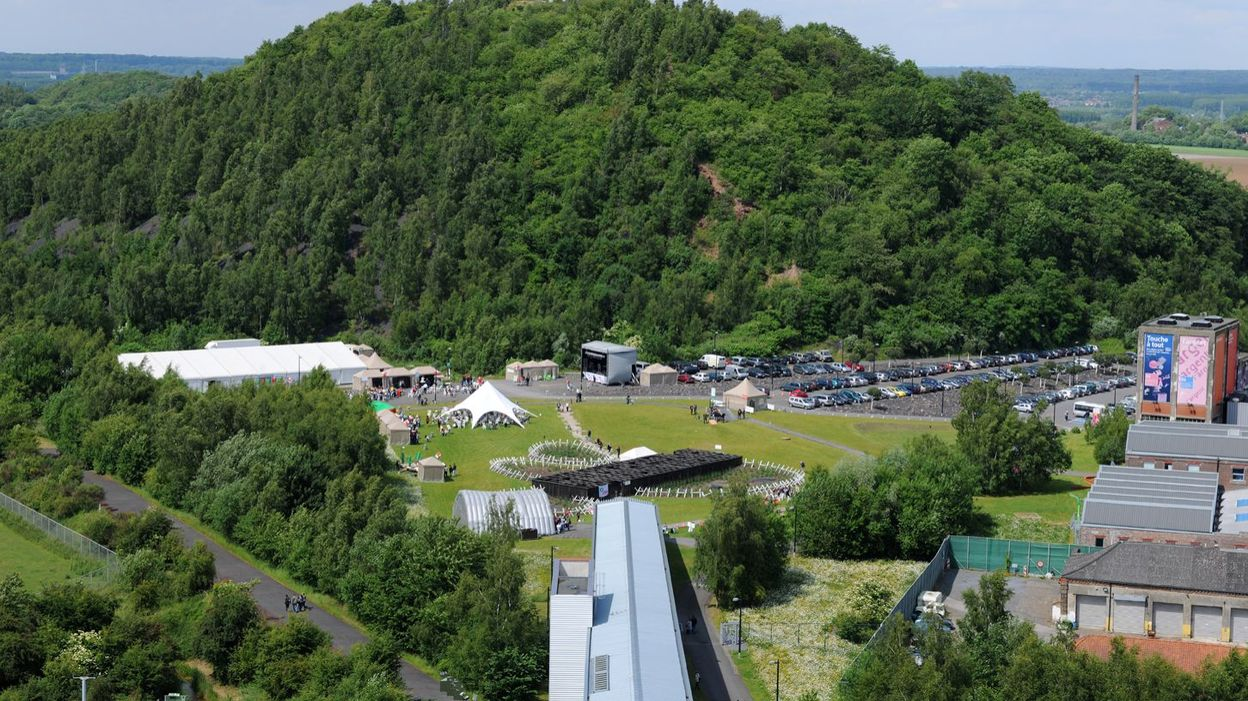
Terril du Crachet à Frameries, situé côté du Parc d'Aventures Scientifique et de Sociétés (PASS).

En Belgique, le « Sentier des Terrils » (ou « Transterrilienne ») traverse la Région wallonne d'ouest en est sur 200 km. La chaîne de quelque 1 200 terrils suit les anciens bassins houillers dont les principaux sont ceux du Borinage (Mons), du Centre (La Louvière), de Charleroi et de Liège. Tout au long de la chaîne, de nombreux musées sont présents en vue de préserver le patrimoine historique comme le Pass à Frameries, le Grand Hornu, le Bois du Luc , le Bois du Cazier et Blegny-Mine.